# Hans Mommsen
Hans Mommsen (Marburgo, 5 novembre 1930 – Tutzing, 5 novembre 2015) è stato uno storico tedesco.
Specializzato nel periodo della Repubblica di Weimar e del nazismo, è conosciuto soprattutto per i suoi studi di storia sociale e per la sua interpretazione funzionalista del Terzo Reich, in particolare per aver sostenuto la tesi di Hitler come "dittatore debole".

## Biografia
Nasce a Marburgo, figlio dello storico Wilhelm Mommsen e pronipote dello storico dell'antica Roma Theodor Mommsen. Ha studiato germanistica, storia e filosofia all'Università di Heidelberg, all'Università di Tubinga e all'Università di Marburgo. Mommsen è stato professore a Tubinga (1960–1961), Heidelberg (1963–1968) e all'Università di Bochum (dal 1968). È stato sposato con Margaretha Reindel dal 1966 ed è stato membro del Partito Socialdemocratico di Germania dal 1960.
Mommsen è inoltre stato visiting professor all'Università di Harvard (1974), all'Università di Berkeley (1978) e all'Università Ebraica di Gerusalemme (1980). Dal 1995 è stato membro corrispondente dell'Accademia Austriaca delle Scienze.

## Ricerca
Hans Mommsen ha acquistato notorietà attraverso numerose pubblicazioni sulla storia della socialdemocrazia, del movimento operaio e della resistenza tedesca. Cercando di superare una visione semplicistica della storia, Mommsen ha evidenziato gli aspetti meno trattati del fascismo tedesco. In particolare ha sviluppato la tesi secondo cui Hitler sarebbe stato un "dittatore debole", rivolgendo quindi l'attenzione ai crimini commessi dai funzionari locali nazisti, coloro che, lontano dai centri politici di comando, non si sono limitati a eseguire gli ordini ma sono intervenuti attivamente nella pianificazione dell'Olocausto. Oltre all'analisi del sentimento antisemita e al problema dell'indifferenza, ha attribuito un ruolo molto importante a quella che è definita come "efficienza tecnocratica" del regime nella realizzazione dello sterminio di massa.

## Opere (parziale)
- Der Reichstagsbrand und seine politischen Folgen, in "Vierteljahrshefte für Zeitgeschichte", 12 (1964), pp. 351–413
- Beamtentum im Dritten Reich. Mit ausgewählten Quellen zur nationalsozialistischen Beamtenpolitik, Stuttgart 1966
- (a cura di) Sozialdemokratie zwischen Klassenbewegung und Volkspartei. Verhandlungen der Sektion "Geschichte der Arbeiterbewegung" des Deutschen Historikertages in Regensburg, Oktober 1972, Frankfurt a. M. 1974 ISBN 3-8072-4045-4
- Die Stellung der Beamtenschaft in Reich, Ländern und Gemeinden in der Ära Brüning, in Vierteljahrshefte für Zeitgeschichte, 21 (1973), pp. 151-165
- con Dietmar Petzina e Bernd Weisbrod (a cura di), Industrielles System und politische Entwicklung in der Weimarer Republik. 2 Bde., Königstein/Ts. 1977. ISBN 3-7610-7206-6
- Arbeiterbewegung und Nationale Frage. Ausgewählte Aufsätze, Göttingen 1979. ISBN 3-525-35989-6
- con Ulrich Borsdorf (a cura di), Glück auf, Kameraden!. Die Bergarbeiter und ihre Organisationen in Deutschland Köln 1979
- (a cura di), Arbeiterbewegung und industrieller Wandel. Studien zur gewerkschaftlichen Organisationsproblemen im Reich und an der Ruhr, Wuppertal 1980. ISBN 3-87294-150-X
- Soziale und politische Konflikte an der Ruhr 1905 bis 1924, in Idem (a cura di), Arbeiterbewegung und industrieller Wandel, pp. 62–94
- Die Realisierung des Utopischen. Die "Endlösung der Judenfrage" im "Dritten Reich", in "Geschichte und Gesellschaft" 9, 1983, pp. 381 – 420
- con Susanne Willems (a cura di), Herrschaftsalltag im Dritten Reich. Studien und Texte, Düsseldorf 1988. ISBN 3-491-33205-2
- Die verspielte Freiheit. Der Weg der Republik von Weimar in den Untergang 1918 bis 1933, Berlin 1990. ISBN 3-548-33141-6
- Der Nationalsozialismus und die deutsche Gesellschaft. Ausgewählte Aufsätze, Reinbek 1991. ISBN 3-499-18857-0
- Widerstand und Politische Kultur in Deutschland und Österreich, Wien 1994. ISBN 3-85452-325-4
- mit Manfred Grieger: Das Volkswagenwerk und seine Arbeiter im Dritten Reich, Düsseldorf 1996. ISBN 3-430-16785-X
- Aufstieg und Untergang der Republik von Weimar. 1918-1933, Berlin 1998. ISBN 3-548-26508-1
- Der Mythos von der Modernität. Zur Entwicklung der Rüstungsindustrie im Dritten Reich, Essen 1999. ISBN 3-88474-646-4
- Von Weimar nach Auschwitz. Zur Geschichte Deutschlands in der Weltkriegsepoche. Ausgewählte Aufsätze, Stuttgart 1999. ISBN 3-421-05283-2 darin: Umvolkungspläne des Nationalsozialismus und der Holocaust, pp. 295 – 308
- Alternative zu Hitler. Studien zur Geschichte des deutschen Widerstandes, München 2000. ISBN 3-406-45913-7
- con Dusan Kovác, Jiri Malír e Michaela Marek (a cura di), Der Erste Weltkrieg und die Beziehungen zwischen Tschechen, Slowaken und Deutschen, Essen 2001. ISBN 3-88474-951-X
- Auschwitz, 17. Juli 1942. Der Weg zur europäischen "Endlösung der Judenfrage", München 2002. ISBN 3-423-30605-X
- Die Stellung der Sozialisten in der Bewegung des 20. Juli 1944, Bochum 2002 ISSN 1615-4495 (WC · ACNP)
- (a cura di), The Third Reich between Vision and Reality. New Perspectives on German History 1918-1945, Oxford et al. 2002. ISBN 1-85973-627-0
- con Sabine Gillmann (a cura di): Politische Schriften und Briefe Carl Friedrich Goerdelers, 2 vol., München 2003. ISBN 3-598-11631-4
- Hannah Arendt und der Prozeß gegen Adolf Eichmann, prefazione a Hannah Arendt, La banalità del male, in tutte le edizioni tedesche dal 1986, ad es. 13ª ediz., München 2004, pp. 9–48. ISBN 3-492-20308-6
- Zeitgeschichtliche Kontroversen, in "Neue Politische Literatur" 49 (2004), H.1, pp. 15–25
- Deutschland und der Zweite Weltkrieg in: Burkhard Asmuss, Kay Kufeke e Philipp Springer (a cura di), Der Krieg und seine Folgen 1945. Kriegsende und Erinnerungspolitik in Deutschland, Berlin 2005, pp. 15–28

Traduzioni
- Totalitarismo, lager e modernità: identità e storia dell'universo concentrazionario (Aa. Vv.), Milano, Bruno Mondadori, 2002.
- La soluzione finale: come si e giunti allo sterminio degli ebrei, Bologna, Il mulino, 2003.
- Il movimento operaio organizzato e l'ascesa dei movimenti fascisti nel periodo fra le due guerre, Roma, Istituto Gramsci editore, 1974.